# 方舟 (合唱曲)
『方舟』（はこぶね）は、大岡信の作詩、木下牧子の作曲による合唱組曲である。また同組曲の終曲のタイトルでもある。混声合唱版が1980年、男声合唱版が1987年に発表されている。

## 概説
東京外国語大学混声合唱団コール・ソレイユの委嘱により、1980年（昭和55年）12月9日、同団の第6回定期演奏会で混声版が初演された。指揮＝鈴木成夫、ピアノ＝吉田百合子。木下にとって合唱界におけるデビュー作である。
鈴木は木下に曲を依頼するにあたり、「この中に使えるものがあったら」と大岡の詩集を手渡し、木下は「その比類なき格調の高さと、日本語の美しさという点において、是非音響化したいという思いを抱かずにはいられないものでした」として依頼を受ける。木下は「私は詩にはこだわるタイプなので、それ以降詩はすべて自分で探して、人には選ばせない」ことになるが、『方舟』に関しては鈴木の勧めに従っている。
大岡の息子の大岡玲が東京外大イタリア語科に在籍していた縁もあり、初演は「大岡先生が来てくださって、すごくほめてくださった」が、当時は木下も鈴木もまだ無名であり、なかなか出版されなかった。木下が「作品というものは、かなり何度も忍耐強く演奏されないと広まっていかない」と語るように、鈴木傘下の合唱団で繰り返し再演を行ったことで木下はカワイ出版からの信用を得、初演から4年半後の1985年6月にようやく出版され、版を重ねる。これが機になり、木下の次作『ティオの夜の旅』は「わりとすんなり出版され」た。なお男声合唱版は上智大学グリークラブからの委嘱による。
1993年（平成5年）、日本の合唱作品100選に選出された(No.29)。

## 曲目
全4楽章からなる。男声版は初演時には混声版と異なる調であったが、改訂時に混声版と同じ調に変更されている。
1. 水底吹笛
イ短調。accel.とrit.が交互によく用いられているが、この微妙なテンポの揺れをうまく掴むことが、全体をまとめる上でとても重要である[3]。
2. 木馬
ハ短調。メランコリックな小品で、技術的に特に捻ったところはなく、歌い易くまとめ易い曲である[3]。
3. 夏のおもひに
ト長調。作曲にあたっては、何よりもことばの響き、抑揚、詩の流れというものに細心の注意を払っているが、第1曲及びこの曲では特に、そのみずみずしい言葉を生かすべく、詩の流れに密着した自然な旋律を作り出す[3]。
4. 方舟
イ短調。全編4分の5拍子で貫かれていて、他の3曲とは異なって、極めて力強く、豊かな音量で歌うことが望まれる[3]。

## エピソード
木下と鈴木の運命的な邂逅により生まれた『方舟』であるが、木下にとって鈴木の第一印象は最悪だったようである。「芸大の練習室で友人と練習していたら、突然ずかずかと知らない男性が入ってきて、「あなたの曲はすばらしい」とか言うんですよ。だれなんだこの人は（笑）。次は学食でみんなとご飯を食べてたら、またずんずんやって来て「実はあなたの才能を見込んで、組曲を委嘱したい」って。」。鈴木は木下に「ぼくがあなたを世に出すから」と言ったところ、木下は「あなたの手を借りなくても、自分で世に出ます」と答えたとされる。

## 楽譜
カワイ出版から出版されている。
- （混声版）ISBN 978-4-7609-1081-6
- （男声版）ISBN 978-4-7609-1864-5